# Jorge Sampaoli
Jorge Luis Sampaoli Moya (Casilda, Santa Fe, 13 de marzo de 1960) es un entrenador de fútbol argentino. Actualmente está sin club.    
Se consolidó como entrenador de nivel internacional con éxitos como en  Emelec actual y único tricampeón del astillero al conseguir ser el mejor equipo del mes del mundo en junio de 2010  según la IFFHS. Con Universidad de Chile obtuvo cuatro títulos consecutivos, el Apertura 2011, Clausura 2011, Apertura 2012 y la Sudamericana 2011 (de forma invicta).
Con la selección chilena llegó a octavos de final del Mundial Brasil 2014 y se coronó campeón de la Copa América (por primera vez en la historia de Chile) en la edición 2015 del torneo. Es el director técnico más exitoso en la historia de la selección chilena. Obteniendo un 69,8 % de rendimiento, con 44 partidos dirigidos (27 triunfos, 9 empates y 8 derrotas). También fue el primer director técnico en la historia de la selección chilena en levantar un trofeo oficial.

## Carrera

### Como futbolista
Sampaoli inició su carrera futbolística en las inferiores del Club Atlético Newell's Old Boys de Rosario. Como jugador, pasó la mayor parte de su trayectoria jugando de carrilero o volante de contención en el Club Atlético Alumni de Casilda, un equipo amateur de la Liga Casildense de Fútbol de Argentina. Sampaoli también jugó en clubes como Aprendices Casildenses, C. A. 9 de Julio de Arequito y C. A. Huracán de Casilda. Sin embargo, una lesión de tibia y peroné lo forzó a dejar las canchas a los diecinueve años.

### Como entrenador
Debutó con el equipo principal de Alumni de Casilda en el año 1994. Su carrera como entrenador no fue fácil, pero siempre mostró compromiso con sus objetivos, como en 1996, cuando dirigía al Club Atlético Belgrano de Arequito, de la Liga Casildense. Fue ahí donde, cuando se le prohibió la entrada a un partido, se subió a un árbol para seguir el duelo y gritar las instrucciones. Una foto de esa escena salió en el diario La Capital de Rosario, y llamó la atención de Eduardo José López, entonces presidente de Newell's Old Boys, quien le ofreció la banca de Argentino (que era gerenciado por la entidad rosarina). Sampaoli estuvo con Argentino en la Primera B Metropolitana en 1996 y 1997. Después regresó a la Liga Casildense y salió campeón en dos oportunidades con Aprendices Casildenses (1999 y 2000). Volvió al Salaíto en 2000.

#### Juan Aurich
A principios de 2002, fue contratado por el Juan Aurich, su primer club como entrenador de Primera División. En su permanencia en el club peruano sólo dirigió 8 partidos y ganó 1, por lo que abandonó a mediados de mayo del mismo año.

#### Sport Boys
A mitad de ese año 2002, fue contratado por el Sport Boys, disputando las tres últimas fechas del Torneo Apertura cosechando 1 triunfo y 2 derrotas, quedando en el 8° puesto del torneo.
Para el Torneo Clausura, el cuadro del Callao tuvo mayor regularidad, destacando los triunfos por 4-0 y 2-0 a Universitario, de local y visita respectivamente, y el triunfo de local por 1-0 a Alianza Lima, finalmente terminaría en el 6° puesto tanto en la Tabla acumulada como en el clausura, donde cosecharía 7 triunfos, 8 empates y 7 derrotas.
Para el Campeonato Descentralizado 2003, terminaría peleando en la mitad de arriba de la tabla, el Torneo Apertura lo acabaría en el 5° puesto con 8 triunfos, 7 empates y 7 derrotas, destacando sendas remontadas al Sporting Cristal, a quien vencería por 3-2 después de ir 0-2 en contra, lo mismo pasaría con Universitario, con quienes después de ir 1-3 en el marcador, lo terminarían ganando por 4-3.
Para el Torneo Clausura, luego de un difícil comienzo en las primeras seis fechas, el cuadro del Callao remontaría logrando 7 triunfos en 8 partidos, en el que destaca la victoria de visita por 1-0 a Universitario, esta situación llevaría al Sport Boys a pelear en los puestos para entrar a la próxima Copa Libertadores, pero una huelga de futbolistas interrumpió abruptamente el campeonato, que no finalizó, finalmente la dirigencia de Sport Boys se negaría a jugar el cuadrangular para ingresar al certamen continental a modo de protesta ante la FPF al no contabilizar el triunfo por 1-0 ante Alianza Atlético, disputado con juveniles, así sería el cierre de la era Sampaoli en Sport Boys, cerrando el año con 16 triunfos, 10 empates y 11 derrotas y con un total de 24 triunfos, 18 empates y 20 derrotas en su ciclo en el cuadro del Callao.

#### Club Deportivo Coronel Bolognesi
Luego de ser sondeado por el Sporting Cristal, finalmente no fichó por ningún club a principios de 2004, sin embargo terminó firmando por Coronel Bolognesi, luego del despido de Roberto Mosquera, quien acumulaba 5 derrotas en 5 partidos en el Campeonato Descentralizado 2004.
Sampaoli debutó el 4 de abril de ese año siendo derrotado por 1-3 ante Sporting Cristal, recién en el quinto partido pudo sumar un triunfo goleando por 4-1 a la Universidad San Martín, posteriormente, luego de tres victorias seguidas, el club tacneño lograría enmendar el rumbo y terminaría el Torneo Apertura en el 8° puesto, con 9 triunfos, 3 empates y 14 derrotas (9 en la era Sampaoli), destacando el triunfo por 1-0 Universitario. Gran parte de este torneo el Bolognesi tuvo que hacer de local en las ciudades de Lima e Ica, debido a la remodelación del Estadio Jorge Bassadre para la Copa América 2004.
Durante el segundo semestre, tuvo que afrontar la Copa Sudamericana 2004, su primer apronte internacional como entrenador, donde quedó eliminado en primera ronda ante el Alianza Atlético de Sullana, ganando 1-0 la ida y perdiendo 4-1 el partido de vuelta. En el Torneo Clausura, recién obtuvo el primer triunfo en la 11ª fecha, luego de cosechar solo 3 puntos en las primeras 10, finalmente el club de Tacna remontó terminando en el 11° puesto del clausura con 8 triunfos, 6 empates y 12 derrotas, destacando las goleadas por 4-0 a Universidad César Vallejo y Atlético Universidad y por 7-1 a Deportivo Wanka. en la tabla anual, terminó en el 10° puesto cerrando el año con 17 triunfos, 9 empates y 26 derrotas (21 con Sampaoli).
El Campeonato Descentralizado 2005, nuevamente comenzó de mala manera para el entrenador, acumulando 10 partidos sin ganar, con rumores de despido de por medio, el cual no se concretó, finalmente en le fecha 11, rompió la racha venciendo como visita al Sporting Cristal por 2-1, de ahí en adelante no perdió ningún partido más en todo el Torneo Apertura, terminando en el 5° puesto con 8 triunfos, 11 empates y 5 derrotas.
El Torneo Clausura, a diferencia del anterior, lo arrancó con 4 triunfos seguidos, entre ellos el 2-1 a Alianza Lima en condición de visita, aunque luego perdió terreno con tres derrotas seguidas, el conjunto del sur de Perú, peleó en la parte alta de la tabla junto al Sporting Cristal, que finalmente se escaparía en la punta y se quedaría con el torneo dejando al Bolgnesi en el 3° puesto con 14 triunfos, 2 empates y 8 derrotas, destacando los triunfos 2-1 ante Universitario de visita y nuevamente a Alianza Lima por 3-2 en Tacna. Pese a no ganar el clausura logró clasificarlo a la Copa Sudamericana 2006 luego de terminar en el 5° puesto de la tabla acumulada con un registro de 22 triunfos, 13 empates y 13 derrotas, cerrando así su primer ciclo en el club tacneño.
A principios de 2006 fue tentado para dirigir a la selección sub-20 de Perú y hacerse cargo de forma interina de la selección mayor, también para dirigir a Alianza Lima y Universitario, finalmente no logró acuerdo con ninguno, en junio de ese mismo año, luego de la partida de Raúl Donsanti, Sampaoli vuelve al Coronel Bolognesi para dirigir al club en el Torneo Clausura y la Copa Sudamericana de ese año.
En el certamen internacional, logró eliminar en primera ronda a la Universidad San Martín luego de vencerlo por 1-0 en la ida y caer 3-2 en la vuelta (clasificando por la regla del gol de visitante). En la siguiente ronda, caería a manos de Colo-Colo dirigido por Claudio Borghi, ganando 2-1 en Tacna y cayendo por 1-0 en Santiago siendo eliminado por la misma regla del gol de visitante.
En el ámbito local, el Torneo Clausura tuvo una ardua lucha entre cuatro equipos (Alianza Lima, Cienciano, Universitario y el Bolognesi de Sampaoli), destacando los triunfos a Universitario 4-1 como local y 2-1 como visitante, también el 2-1 al Sporting Cristal en Lima, a falta de 1 fecha, luego del triunfo por 2-1 al José Gálvez, el conjunto tacneño quedó como puntero, a un triunfo de quedarse con el Clausura, pero finalmente caería por 2-0 ante la Universidad San Martín escapándose la primera opción del entrenador de ganar un título, que finalmente quedó para el Cienciano. El Torneo Clausura terminaría dejando al Coronel Bolognesi en el 3° puesto, con un registro de 12 triunfos, 3 empates y 7 derrotas, clasificando por segundo año consecutivo al «Bolo» a la Copa Sudamericana, luego de terminar en el 4° puesto de la tabla anual.

#### Sporting Cristal
A comienzos del 2007, Sampaoli era confirmado como nuevo entrenador del Sporting Cristal, su comienzo no fue de la mejor forma, pues el la primera ronda de la Copa Libertadores 2007, caería a manos del América de México con un abultado 5-0 como visitante, como consecuencia sería eliminado a pesar de la victoria 2-1 en Lima.
El Campeonato Descentralizado 2007, lo empezaría relativamente bien con 2 triunfos y 1 empate en las 3 primeras fechas, sin embargo luego comenzaría una serie de malos resultados ganando solo 2 de los siguientes 13 partidos, por lo cual sería despedido jugada la fecha 17 luego de la derrota por 0-3 como local ante la Universidad San Martín, cerrando tempranamente su ciclo con 4 triunfos, 6 empates y 7 derrotas, ubicado en el 9° puesto del Torneo Apertura. En dicha etapa en Sporting Cristal, se corrió un fuerte rumor que los jugadores no estaban de acuerdo a su exigente forma de trabajo, por lo cual empezó una supuesta "camita" lo cual la dirigencia bajopontina terminó por destituir al entrenador argentino.

#### O'Higgins
A finales de 2007 llegó a Chile para dirigir a O'Higgins en reemplazo de Jorge Garcés. En su primer semestre alcanzó el 3° lugar de la fase regular del Torneo Apertura 2008, cosechando 10 triunfos, 6 empates y 3 derrotas, destacando los triunfos como visitante ante Cobreloa por 2-1 y de local ante la Universidad de Chile por 3-1, equipo que posteriormente lo eliminaría en cuartos de final de los playoffs cayendo en tanto en el encuentro de visita y como local por 4-2 y 2-1 respectivamente.
Para el segundo semestre debió afrontar la Copa Chile, eliminando en primera ronda a Curicó Unido venciéndolo por 2-1 para luego caer con Huachipato en la siguiente ronda por el mismo marcador. En el Torneo Clausura, el cuadro rancagüino partió de buena manera consiguiendo 13 de los 15 primeros puntos, con Néstor Bareiro como gran figura, pero luego una racha de ocho partidos sin ganar los complicó a la hora de pelar un cupo a los playoffs, recién en la última fecha logró la clasificación a dicha instancia venciendo 3-2 a Huachipato y alcanzando el 6° puesto, con un registro de 8 triunfos, 4 empates y 6 derrotas. En cuartos de final le tocó medirse a Palestino, empatando 2-2 en la ida y cayendo 2-1 en la vuelta, siendo eliminados.
El Torneo Apertura 2009, O'Higgins no logró la regularidad del año anterior, aunque logró importantes resultados como el triunfo 3-1 a Universidad Católica y los empates 1-1 y 2-2 ante Colo-Colo y Universidad de Chile respectivamente, logró clasificar al conjunto de Rancagua a los playoffs en la última fecha en un emocinante triunfo por 3-2 ante Santiago Morning, ubicándose como el último clasificado en la 8ª posición con 7 triunfos, 4 empates y 6 derrotas. En cuartos de final, enfrentó al puntero de la fase regular Unión Española, empatando 1-1 en Rancagua y siendo goleado inapelablemente por 6-1 en la vuelta, lo que hizo al entrenador perder crédito con la hinchada, debido a las tres eliminaciones consecutivas en cuartos de final.
El Torneo Clausura no logró comenzarlo de buena manera, ganando el primer partido y perdiendo los tres restantes, luego del último de estos, la derrota 0-2 ante Universidad de Concepción, debió abandonar al cuadro rancagüino en agosto de 2009, debido a la presión de los hinchas por malos resultados, pese a tener el apoyo de la dirigencia.

#### Emelec
En 2010 fue contratado por Emelec de Ecuador. Ganó su primer torneo al ser campeón de la Copa del Pacífico 2010. En la Copa Libertadores 2010 ganó la primera fase de repechaje y fue eliminado en la fase de grupos. En el primer semestre del año logró el primer lugar de la primera etapa del Campeonato Ecuatoriano de Fútbol 2010, por lo que obtuvo la clasificación a la final del torneo, a la Copa Sudamericana 2010 y a la Copa Libertadores 2011.
En junio de 2010, bajo su dirección técnica, Emelec fue elegido por la IFFHS como el mejor equipo del mes del mundo, siendo la única vez que un club de fútbol ecuatoriano ha sido nombrado como el mejor del planeta.
A fin de año fue subcampeón de Ecuador, aunque fue el club que más puntos sumó durante el campeonato, consiguiendo una cifra histórica de 95 puntos, fruto de 28 victorias, 11 empates y 6 derrotas.

#### Universidad de Chile
El 15 de diciembre de 2010 fue nombrado director técnico del club Universidad de Chile de la Primera División de Chile en desmedro de Diego Simeone, el cual corría con ventaja para ser el entrenador azul. El domingo 12 de junio de 2011 consiguió su primer título profesional como entrenador de la Universidad de Chile, tras el triunfo de este equipo por 4-1 ante Universidad Católica, remontando un 0-2 en la ida que le permitió ganar el Torneo Apertura 2011. Cumplió además con todos los objetivos planteados, ya que en el mes de agosto la «U» obtuvo su paso a la Copa Sudamericana 2011, que se sumó a la clasificación a la Copa Libertadores 2012 (por haber sido campeón del Torneo de Apertura).
El 25 de septiembre de 2011 logró con Universidad de Chile tener 9 victorias consecutivas en un inicio de torneo, tras derrotar a O'Higgins en la fecha 9 del Torneo Clausura 2011, estableciendo el récord de «el mejor arranque de campeonato de un equipo en el fútbol chileno». Este récord lo poseía Colo-Colo en el Apertura 2007 y Cobreloa en el Campeonato de 1978, ambos equipos con 8 victorias.
El 14 de diciembre de 2011, la U consiguió bajo su dirección técnica ganar la primera competencia internacional de su historia: la Copa Sudamericana 2011 siendo el mejor campeón en la historia del mencionado torneo (campeón invicto y sólo recibiendo 2 goles en contra).
Quince días después de obtener el trofeo internacional, el 29 de diciembre, logró el bicampeonato al golear a Cobreloa 3-0 en la final del Torneo de Clausura del Fútbol Chileno, coronando un año prácticamente perfecto para el elenco azul. Además con este último título logró un nuevo récord en la historia del fútbol chileno, la «Triple Corona», ganando el Apertura 2011, Copa Sudamericana 2011 y Clausura 2011. Debido a los triunfos, fue elegido en el 2011, como segundo mejor entrenador de América, por detrás del DT uruguayo Óscar Washington Tabárez ganador de la Copa América 2011. También fue distinguido como el séptimo mejor DT del mundo en el año 2011 según la IFFHS.
Meses más tarde, Sampaoli llegó con Universidad de Chile a semifinales de Copa Libertadores 2012, clasificando primero en una fase de grupos en que superó a Peñarol, Godoy Cruz, y Atlético Nacional de Medellín; venciendo a Deportivo Quito en octavos de final; imponiéndose en definición a penales ante Libertad de Paraguay en cuartos de final; y cayendo en semifinales ante Boca Juniors. En tanto, el 2 de julio del mismo año logró el tricampeonato nacional con la «U», ganando el Torneo Apertura 2012 frente O'Higgins por lanzamientos penales. Cabe destacar que durante su dirección técnica, en los meses de junio, julio, agosto, septiembre y octubre de 2012 (según las estadísticas de la clasificación mundial de clubes realizada por la IFFHS), Universidad de Chile se ubicó como el segundo mejor equipo del mundo, sólo superado por F. C. Barcelona de España.
Un hecho a destacar además es que en los 2 años que Sampaoli estuvo al mando de Universidad de Chile ganó tres superclásicos contra Colo-Colo (dos por goleada): 2-1 (en abril de 2011), 5-0 (abril de 2012), y 4-0 (junio de 2012).
Sin embargo, durante el segundo semestre de 2012, Sampaoli no pudo reeditar los éxitos de sus primeros torneos con Universidad de Chile, perdiendo la Copa Suruga Bank 2012 por definición a penales, perdiendo 2-0 en la Recopa Sudamericana 2012 (ante Santos de Brasil), llegando a cuartos de final de la Copa Sudamericana de ese año, y cayendo en play-offs del torneo nacional contra Unión Española. El mal momento en esta etapa con el club, sumado al creciente interés que despertó su estilo de juego y los buenos resultados que había tenido meses antes con Universidad de Chile en la dirigencia de la Selección Chilena, hizo que el entrenador decidiera emigrar del club.
De este modo, el 2 de diciembre de 2012, dirigió su último partido al mando de la Universidad de Chile, en la victoria 3-1 de los «azules» frente a la Universidad de Concepción por Copa Chile, siendo ovacionado por la multitud presente en el Estadio Municipal de Concepción. Con esto se ponía fin a una de las épocas más exitosas en la historia de Universidad de Chile (con un tricampeonato nacional, un torneo internacional, y múltiples resultados y estadísticas que lo dejaron en lo más alto del ámbito continental).

#### Selección de Chile

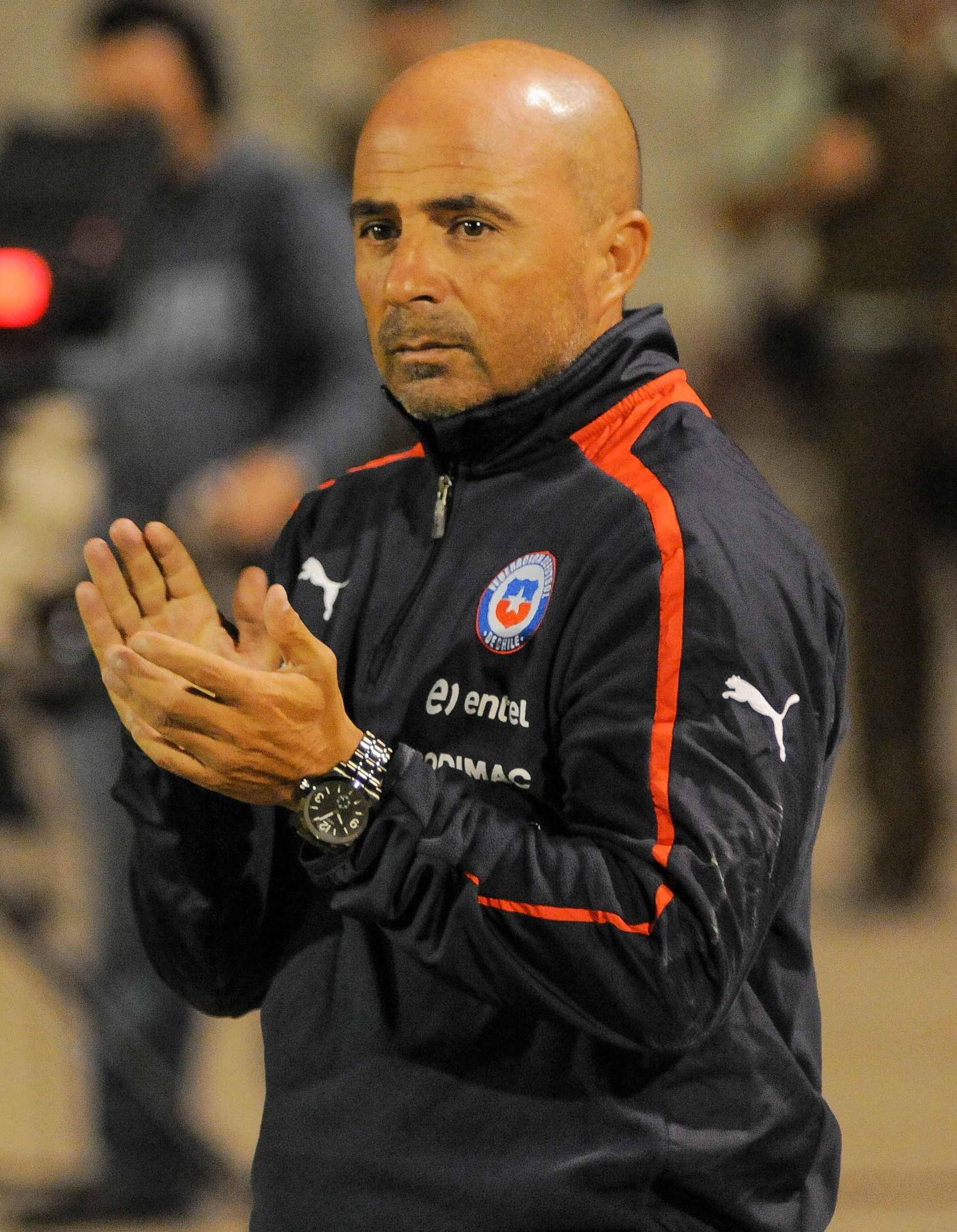
Sampaoli en enero de 2013, durante un partido amistoso entre Chile y Senegal.

Tras su paso por Universidad de Chile, el 3 de diciembre de 2012 fue presentado oficialmente como director técnico de la selección chilena, con el objetivo principal clasificar a la Copa Mundial de Fútbol de 2014. Ese mismo día viajó a Europa con el objetivo de conversar con varias figuras chilenas, entre ellos Claudio Bravo, Fabián Orellana, Arturo Vidal y David Pizarro, este último con el fin de convencerlo a regresar a su selección. También intentó volver a contar con los servicios de Jorge Valdivia, marginado de la selección en el proceso anterior (que dirigió Claudio Borghi) en el conocido caso «Bautizazo».
El 15 de enero de 2013 dirigió su primer partido con la selección de Chile con una victoria por 2:1 frente a Senegal en el Estadio La Portada de La Serena, logrando un buen debut en el nuevo proceso de la selección, a diferencia de los procesos anteriores de Claudio Borghi y Marcelo Bielsa, quienes se estrenaron con un empate y una derrota, respectivamente.
El 19 de enero, ganó su segundo partido al mando del seleccionado chileno frente a Haití por 3:0 en un encuentro disputado en el Estadio Municipal de Concepción. Cabe destacar que en estos dos últimos partidos la composición de Chile fueron solo de jugadores del plano local, ya que al no tratarse de fecha FIFA, Sampaoli solo pudo disponer de los jugadores pertenecientes a la Primera División de Chile.
Su primer partido como visitante fue contra la selección de Egipto el 6 de febrero. Se disputó en el Estadio Vicente Calderón de la ciudad española de Madrid, con triunfo chileno por 2:1, siendo el primer partido en el que Sampaoli pudo contar con jugadores de clubes extranjeros.
Su primer partido por las clasificación a la Copa Mundial fue una derrota 1:0 contra Perú en Lima, aunque a partir de allí acumuló cuatro victorias oficiales consecutivas (ante Uruguay, Paraguay, Bolivia y Venezuela), un empate con Colombia, y por último un triunfo ante Ecuador, que permitieron a Chile clasificar a la Copa Mundial de Fútbol de 2014.
Su rol como técnico del seleccionado chileno le valió ser reconocido por una encuesta de la FIFA como el mejor entrenador de la Clasificación de Conmebol para la Copa Mundial de Fútbol de 2014, por sobre Alejandro Sabella y José Néstor Pékerman.
Luego de la Copa América 2015 (La cual terminó ganando con Chile), comenzaron las Clasificatorias Rusia 2018. El 8 de octubre de 2015, en la primera fecha clasificatoria, la selección chilena derrotó a Brasil por 2:0 en el Estadio Nacional de Santiago con goles de Alexis Sánchez y Eduardo Vargas. Chile no le ganaba a Brasil desde el año 2000. Cinco días después y luego de treinta años, en la segunda jornada de las eliminatorias, ganó de visitante a Perú por 4:3 en el Estadio Nacional de Lima con dobletes de Vargas y Sánchez. Con el arranque perfecto por primera vez en una clasificatoria mundialista, la selección chilena logró su mejor posición en el ranking FIFA en la historia desde que se instauró en 1993. Además, logró su mejor posición en el ranking Elo.
El 12 de noviembre de 2015 se reanudó el proceso clasificatorio, como local en Santiago. Chile obtuvo un delicado empate ante Colombia, Arturo Vidal anotó el gol chileno de cabeza. Cinco días después, los chilenos fueron goleados 3:0 por Uruguay en Montevideo. Después de esto, Sergio Jadue renunció a su cargo como presidente de la ANFP. A pesar de la derrota, Sampaoli confirmó su continuidad en el seleccionado chileno. Sin embargo, el 19 de enero de 2016 se confirmó su salida del conjunto chileno, debido a que con la salida de Sergio Jadue, más la revelación del Servicio de Impuestos Internos (SII) en que el argentino recibía su sueldo en paraísos fiscales con el fin de evadir impuestos, significó para el entrenador una serie de complejidades que le generarían perder sus beneficios con la nueva directiva. El entrenador debió pagarle 1,2 millones de dólares a la ANFP por incumplimiento de contrato.

##### Copa Mundial de la FIFA Brasil 2014
En la Copa Mundial de Fútbol de 2014 la selección chilena tuvo una buena actuación, quedando en el segundo lugar de su grupo y llegando hasta octavos de final.

Alineación de Chile ante España, en el histórico triunfo por 2-0 de la selección de Chile en el Maracaná con goles de Eduardo Vargas y Charles Aránguiz.

El camino de la selección de Chile en Brasil 2014 comenzaba en Cuiaba el 13 de junio ante Australia, triunfo por 3-1 con goles de Alexis Sánchez, Jorge Valdivia y Jean Beausejour, luego el 18 de junio de 2014, Chile lograría un histórico triunfo en el Maracaná tras derrotar 2:0 a España y eliminarla del mundial a los actuales campeones del mundo (en ese momento).
Después en el último partido del Grupo B, Chile debía vencer a Holanda para terminar primer y así evitar a Brasil en un posible enfrentamiento, finalmente Chile caería por 2-0 y tenía que enfrentarse al Scratch en Octavos. Finalizando en el segundo lugar de su grupo (por delante del campeón defensor, la selección española).

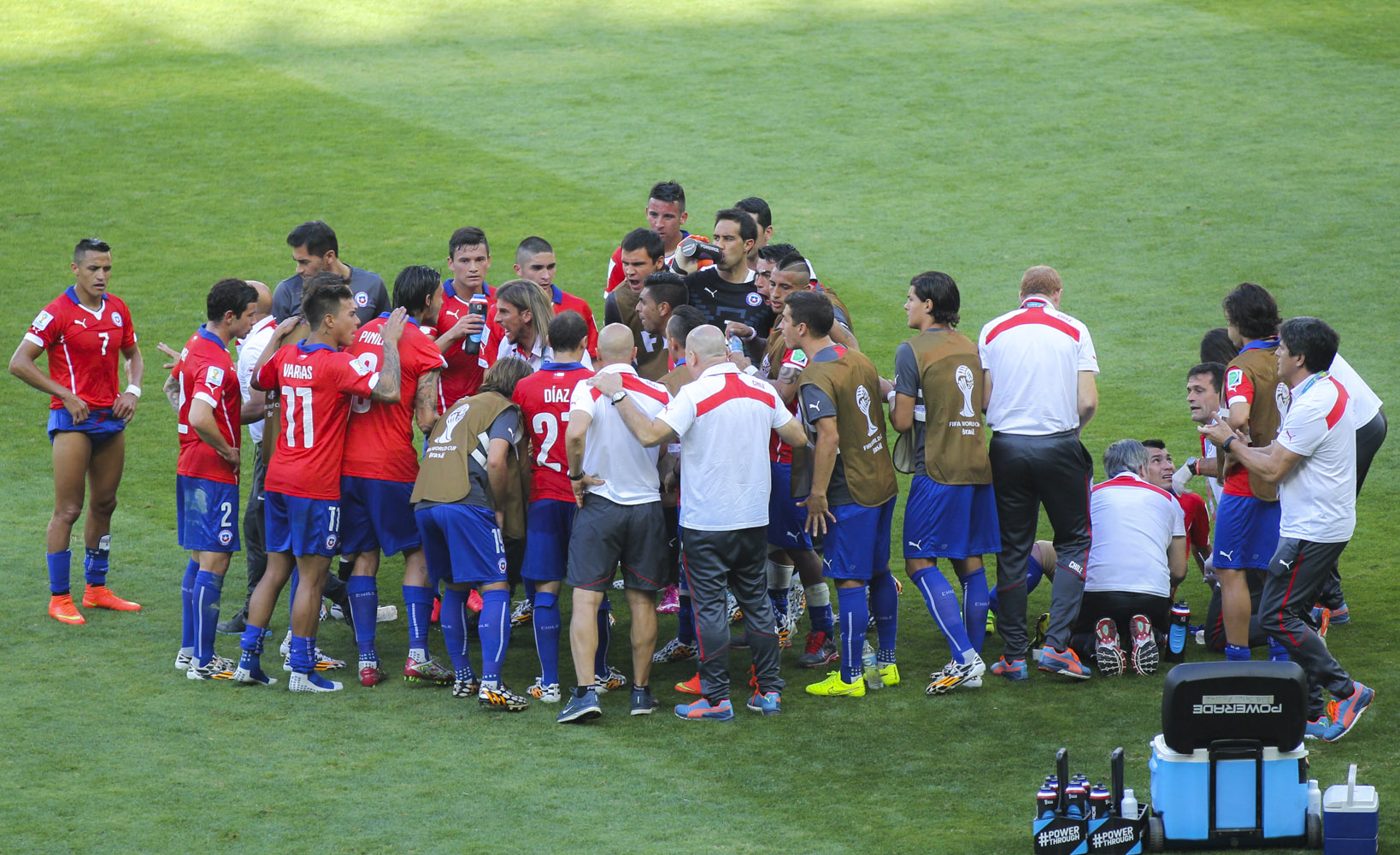
Sampaoli arengando a sus jugadores previo a la definición a penales ante.

El 28 de junio, en el Estadio Mineirao, Chile enfrentaba al anfitrión, Brasil, con la misión de romper la historia y vencer a los pentacampeones del mundo, en un partido muy parejo, al minuto 18' David Luiz anotó el 1-0 para los brasileños tras un desvío en Gonzalo Jara, luego al minuto 32' Alexis Sánchez empató las cosas y encendió la ilusión en Chile, tras 90 minutos empataron 1-1 y en el alargue terminaron empatados, al minuto 119' Mauricio Pinilla tuvo el gol del triunfo pero su disparo dio en el travesaño, tanda de penales, Brasil sería más que la selección de Chile y ganaría por un dramático 3-2, Charles Aránguiz y Marcelo Díaz anotaron en Chile, a pesar de caer en octavos Chile hizo una gran campaña jugando grandes partido como contra España y Brasil, dejando a esta última al borde de la eliminación.

##### Copa América 2015

Alineación con la que Chile consiguió la primera Copa América de su historia con Bravo; Silva, Díaz, Medel; Isla, Aránguiz, Vidal, Beausejour; Valdivia; Vargas y Sánchez.

En la Copa América 2015, Chile se adjudicó el primer lugar del grupo A, luego de ganarle 2:0 a Ecuador, con goles de Arturo Vidal y Eduardo Vargas en el debut el día 11 de junio. Luego empató con México 3:3, para finalmente golear por 5:0 a Bolivia con goles de Charles Aránguiz (2), Sánchez, Medel y Ronald Raldes en propia puerta.
El 24 de junio en los cuartos de final se enfrentó con Uruguay (campeón vigente), partido que Chile ganó por 1:0 luego de luchar una enormidad con gol de Mauricio Isla al minuto 81 tras pase de Jorge Valdivia, tras una mala salida de Fernando Muslera luego de un centro de Matías Fernández.
El 29 de junio en las semifinales de la Copa América 2015, Chile se enfrentó ante Perú, selección a la que Chile derrotó por 2:1 con doblete de Vargas. Después de veintiocho años, Sampaoli llevó al conjunto chileno a una final de Copa América.
El 4 de julio de 2015, se jugó la Final de la Copa América 2015, donde enfrentó a Argentina en el Estadio Nacional de Chile en un partido que acabó 0:0 en la prórroga, llegando de esta manera a la definición por penales, el primero en abrir la cuenta sería Matías Fernández, anotando el 1-0, luego Lionel Messi emparejaria la cosas 1-1, después Arturo Vidal anotaba el 2-1 para Chile con algo de suspenso, Gonzalo Higuaín mandaría su disparo por sobre el travesaño, Charles Aránguiz anotaría el 3-1 con un disparo a la izquierda de Romero, después Claudio Bravo le atajaria el penal a Ever Banega dejando la serie 3-1 a favor de Chile y en el cuarto y último penal Alexis Sánchez la picaria sobre Romero y luego de 99 años de espera, Chile conseguiría su primer título oficial derrotando por 4-1 a Argentina.

#### Sevilla F. C.
El 13 de junio de 2016 se confirmó su llegada como entrenador al Sevilla F. C., a pesar de tener un preacuerdo con el Granada C. F., terminó firmando el 27 de junio un contrato por dos temporadas con el Sevilla F. C.
Sampaoli no comenzó bien con el Sevilla F. C., pues perdió la final de la Supercopa de Europa frente al Real Madrid por 3:2 y la final de la Supercopa de España por 5:0 con el F. C. Barcelona en el marcador global. Sin embargo, firmó la mejor primera vuelta de liga de la historia del club. Consiguió trece victorias, tres empates y tres derrotas, ante el Granada C. F., F. C. Barcelona y Athletic Club. El conjunto hispalense llegó a quedar segundo en la tabla de posiciones tras diecinueve jornadas, a un punto del líder, el Real Madrid.
A principios de 2017 comenzó a rumorearse que Sampaoli pudiera dirigir a la selección argentina en sustitución de Edgardo Bauza. La noticia fue confirmada el 28 de abril, por lo que el entrenador terminó su estancia en el Sevilla F. C. cuando acabó la temporada. En junio de 2017 terminó su vínculo con el equipo español, al que dejó como 4.º clasificado en la Liga, para dirigir la selección argentina.

#### Selección de Argentina

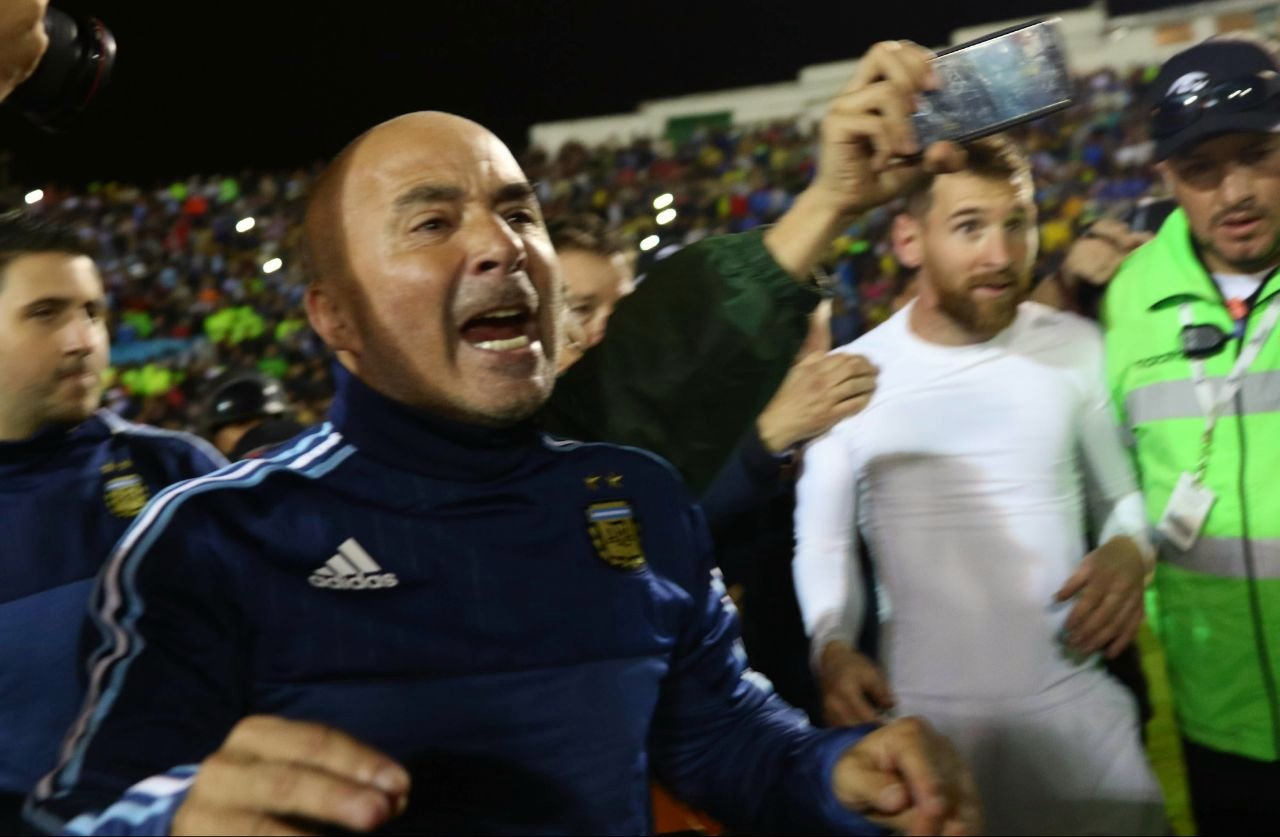
Sampaoli dirigiendo a la.

El 1 de junio de 2017, Sampaoli asumió oficialmente como entrenador de la selección argentina con un contrato de cinco años, hasta el Mundial 2022. Su debut se produjo el 9 de junio, en un partido amistoso contra la selección de Brasil que finalizó con un triunfo 1-0 con gol de Gabriel Mercado. Su debut oficial fue el 31 de agosto, en el empate sin goles ante Uruguay en el Estadio Centenario, en un encuentro por la clasificación al Mundial 2018. Los siguientes partidos de la selección argentina por eliminatorias, contra Venezuela y Perú, también acabaron empatados con Argentina a punto de perder la clasificación directa. Además, el TAS (Tribunal de Arbitraje Deportivo) rechazó una apelación presentada por Bolivia ratificando sus derrotas ante Perú y Chile, lo que dejaba a la selección chilena en el cuarto lugar y a Argentina en el quinto, en zona de Repechaje. En la última fecha de las eliminatorias, el seleccionado argentino debía ganarle de visitante a Ecuador para clasificar a la Copa Mundial. El partido acabó 3-1 a favor de los argentinos, con un triplete de Lionel Messi.
El camino hasta el Mundial de Rusia 2018 fue irregular, con derrotas como la sufrida contra Nigeria (2-4) o España (1-6). El equipo argentino mostró altibajos y desconexiones entre sus integrantes, junto a una conducción errática y una estrategia extraña (para todos los entrenamientos) del coach, que cambió jugadores prácticamente todos los días, a lo que se sumó un tumultuoso suceso con un partido preparatorio con Israel que se canceló por amenazas, todo en un clima de desorden e indisciplina que derivó en una performance decepcionante: en el debut empató con la selección de Islandia 1-1, (goles de Agüero y Finnbogason), con un penal errado por Messi, seguido por una tarde negra frente a Croacia que lo batió por 3-0 (goles de Rebic, Modrić y Rakitić), quedando la Albiceleste a las puertas de la eliminación aunque con la chance de pasar a octavos ganándole a Nigeria por la combinación de resultados del grupo. En ese encuentro contra Nigeria, que terminó en victoria de Argentina por 2 a 1, los jugadores le dieron la espalda y se autodirigieron, quedando Sampaoli en una posición muy delicada. En octavos de final, la Selección Argentina quedó eliminada de la competencia ante Francia donde cayó por 4-3. 
Tras quedar afuera del Mundial con el peor resultado desde 2002, y luego de algunos cabildeos de Sampaoli intentando retener un puesto muy discutido por el público, la prensa y propiamente por la AFA (ya había renunciado su ayudante de campo Sebastián Beccacecce), el 15 de julio de ese año se hizo oficial su salida como director técnico de la Albiceleste, después de haberla dirigido en 15 partidos.

#### Santos Futebol Club
El 13 de diciembre de 2018, el Santos FC confirmó que Jorge Sampaoli, sería su nuevo Director Técnico, ofreciéndole un contrato por dos temporadas con un salario de 260 mil dólares, siendo el técnico mejor pagado de la liga brasileña Campeonato Brasileño de Serie A.
Si bien tuvo un desempeño notable al principio del campeonato, el Santos de Jorge Sampaoli comenzó a decaer pasando al tercer lugar en la tabla de posiciones del Brasileirao, a ocho puntos del puntero Flamengo con el que perdió en el Maracaná, perdiendo también como local ante Gremio. Aun así el presidente del club, José Carlos Péres, anunció que cree ciegamente en el casildense. «Confiamos, creemos en él, lo seguimos apoyando. (...) La confianza es total y absoluta en Sampaoli», aseguró el dirigente en conferencia de prensa.
El 11 de diciembre de 2019 el Santos confirma la renuncia de Jorge Sampaoli y de esta manera quedaría libre, buscando un equipo al cual dirigir.

#### Atlético Mineiro
El 1 de marzo del 2020, fue oficializado como el nuevo director técnico del Atlético Mineiro. El 30 de agosto de 2020, logró su primer título en Brasil como DT, el Campeonato Mineiro.
El 22 de febrero de 2021, Sampaoli solicitó la rescisión de su contrato al final de la temporada en curso. El mismo día, el club anunció que había aceptado la rescisión del contrato del argentino.

#### Olympique de Marsella
El 26 de febrero de 2021, fue confirmado como nuevo entrenador del equipo francés hasta 2023. Bajo su dirección, el OM terminó 5.º en la Ligue 1, clasificándose para la Liga Europa.
Al año siguiente, en su primera temporada completa en el banquillo del Stade Vélodrome, obtuvo el subcampeonato de la Ligue 1 y se clasificó para la próxima edición de la Liga de Campeones.
El 1 de julio de 2022, se anunció su salida del club por mutuo acuerdo debido a diferencias con los dirigentes.

#### Regreso al Sevilla
El 6 de octubre de 2022, la directiva del Sevilla FC hizo oficial la vuelta de Sampaoli como nuevo entrenador del equipo hispalense, reemplazando al español Julen Lopetegui. Sin embargo, el 21 de marzo de 2023, a pesar de un recorrido positivo en la Liga Europa, fue destituido debido a los malos resultados cosechados en Liga, dejando al conjunto andaluz al borde de los puestos de descenso.

#### Flamengo
El 14 de abril de 2023, Sampaoli fue confirmado como nuevo entrenador del Flamengo hasta diciembre de 2024.Tras perder la final de la Copa de Brasil, la directiva del club decidió despedirlo el 28 de septiembre.

#### Stade Rennes
El 11 de noviembre de 2024, asumió el cargo de entrenador del Stade Rennes tras firmar un contrato hasta junio de 2026.Sin embargo, el 30 de enero de 2025, fue despedido de su cargo después de una serie de malos resultados que ubicaban al equipo francés en puestos de descenso a la Ligue 2.

## Estilo de juego
Sampaoli es un ávido fanático del estilo de juego ofensivo de los equipos de Marcelo Bielsa, sobre todo jugando con el esquema 3-3-1-3, con tres defensas, dos laterales, un mediocentro defensivo, un volante creativo, dos extremos y un centro delantero. Él ha declarado que a pesar de no ser cercano a Bielsa tiene una buena relación, lo considera un modelo a seguir y una inspiración.
En los partidos, sobre todo con Universidad de Chile, logró consolidar su propuesta de juego dinámico, con utilización del pressing en el área rival, uso constante de la triangulación, realización de un ataque vertical y por las bandas. Sampaoli es también usuario de una herramienta de software llamado Kizanaro, esta le permite estudiar estadísticamente a sus oponentes y preparar juegos independientes en cada partido en función de las debilidades y fortalezas de los opositores. Encuentra tan necesaria esta tecnología, que tiene un asistente de su personal cuya única función es grabar tantos partidos como sea posible para su posterior estudio.
De igual modo, Sampaoli ha declarado que gran parte del éxito que ha tenido en carrera, sobre todo en Universidad de Chile se ha debido al énfasis que le ha dado al «amateurismo» y el «valor del escudo».

Yo creo que la única forma de ser exitoso es unificando a los jugadores desde el amateurismo. Hay que tratar de encasillarlos en el amor a la camiseta, desde el goce, no desde la obligación. Cuando uno logra que en esta sociedad individualista haya compromiso a algo intangible, con humildad, permite que todos se junten: da lo mismo el origen social o cultural de las partes.
Jorge Sampaoli, en Leones: Las historias de la U más exitosa de todos los tiempos.

## Estadísticas como entrenador

### Clubes
| Equipo                         | Div          | Temporada    | Liga  | Liga | Liga | Liga | Liga |       | Copa | Copa | Copa | Copa  |    | Internacional | Internacional | Internacional | Internacional | Internacional |   | Otros | Otros | Otros | Otros |     | Totales     | Totales | Totales | Totales | Totales | Totales | Totales | Totales |
| Equipo                         | Div          | Temporada    | Part. | G    | E    | P    | Pos. | Part. | G    | E    | P    | Part. | G  | E             | P             | Pos.          | Part.         | G             | E | P     | Part. | G     | E     | P   | Rendimiento | GF      | GC      | Dif.    |         |         |         |         |
| ------------------------------ | ------------ | ------------ | ----- | ---- | ---- | ---- | ---- | ----- | ---- | ---- | ---- | ----- | -- | ------------- | ------------- | ------------- | ------------- | ------------- | - | ----- | ----- | ----- | ----- | --- | ----------- | ------- | ------- | ------- | ------- | ------- | ------- | ------- |
| Argentino de Rosario Argentina | 1.ªB         | 1996-97      | 30    | 11   | 13   | 6    | 4.º  | -     | -    | -    | -    | -     | -  | -             | -             | -             | -             | -             | - | -     | 30    | 11    | 13    | 6   | 51.11%      | 39      | 30      | +9      |         |         |         |         |
| Argentino de Rosario Argentina | 1.ªB         | 2000-01      | 6     | 2    | 1    | 3    | Inc. | -     | -    | -    | -    | -     | -  | -             | -             | -             | -             | -             | - | -     | 6     | 2     | 1     | 3   | 38.89%      | 4       | 11      | -7      |         |         |         |         |
| Argentino de Rosario Argentina | Total        | Total        | 36    | 13   | 14   | 9    | -    | -     | -    | -    | -    | -     | -  | -             | -             | -             | -             | -             | - | -     | 36    | 13    | 14    | 9   | 49.07%      | 43      | 41      | +2      |         |         |         |         |
| Juan Aurich · Perú             | 1.ª          | 2002         | 8     | 1    | 2    | 5    | Inc. | -     | -    | -    | -    | -     | -  | -             | -             | -             | -             | -             | - | -     | 8     | 1     | 2     | 5   | 20.83%      | 9       | 14      | -5      |         |         |         |         |
| Juan Aurich · Perú             | Total        | Total        | 8     | 1    | 2    | 5    | -    | -     | -    | -    | -    | -     | -  | -             | -             | -             | -             | -             | - | -     | 8     | 1     | 2     | 5   | 20.83%      | 9       | 14      | -5      |         |         |         |         |
| Sport Boys · Perú              | 1.ª          | 2002         | 25    | 8    | 8    | 9    | 6.º  | -     | -    | -    | -    | -     | -  | -             | -             | -             | -             | -             | - | -     | 25    | 8     | 8     | 9   | 42.67%      | 33      | 30      | +3      |         |         |         |         |
| Sport Boys · Perú              | 1.ª          | 2003         | 37    | 16   | 10   | 11   | 4.º  | -     | -    | -    | -    | -     | -  | -             | -             | -             | -             | -             | - | -     | 37    | 16    | 10    | 11  | 52.25%      | 61      | 45      | +16     |         |         |         |         |
| Sport Boys · Perú              | Total        | Total        | 62    | 24   | 18   | 20   | -    | -     | -    | -    | -    | -     | -  | -             | -             | -             | -             | -             | - | -     | 62    | 24    | 18    | 20  | 48.39%      | 94      | 75      | +19     |         |         |         |         |
| Coronel Bolognesi · Perú       | 1.ª          | 2004         | 47    | 17   | 9    | 21   | 5.º  | -     | -    | -    | -    | -     | -  | -             | -             | -             | -             | -             | - | -     | 47    | 17    | 9     | 21  | 42.55%      | 81      | 74      | +7      |         |         |         |         |
| Coronel Bolognesi · Perú       | 1.ª          | 2005         | 48    | 22   | 13   | 13   | 5.º  | -     | -    | -    | -    | -     | -  | -             | -             | -             | -             | -             | - | -     | 48    | 22    | 13    | 13  | 54.86%      | 63      | 53      | +10     |         |         |         |         |
| Coronel Bolognesi · Perú       | 1.ª          | 2006         | 24    | 14   | 2    | 8    | 3.º  | -     | -    | -    | -    | 4     | 2  | 0             | 2             | 1.ªF          | -             | -             | - | -     | 28    | 16    | 2     | 10  | 59.52%      | 43      | 37      | +6      |         |         |         |         |
| Coronel Bolognesi · Perú       | Total        | Total        | 119   | 53   | 24   | 42   | -    | -     | -    | -    | -    | 4     | 2  | 0             | 2             | -             | -             | -             | - | -     | 123   | 55    | 24    | 44  | 51.22%      | 187     | 164     | +23     |         |         |         |         |
| Sporting Cristal · Perú        | 1.ª          | 2007         | 16    | 4    | 6    | 6    | Inc. | -     | -    | -    | -    | 2     | 1  | 0             | 1             | 1.ªF          | -             | -             | - | -     | 18    | 5     | 6     | 7   | 38.89%      | 23      | 32      | -9      |         |         |         |         |
| Sporting Cristal · Perú        | Total        | Total        | 16    | 4    | 6    | 6    | -    | -     | -    | -    | -    | 2     | 1  | 0             | 1             | -             | -             | -             | - | -     | 18    | 5     | 6     | 7   | 38.89%      | 23      | 32      | -9      |         |         |         |         |
| O'Higgins · Chile              | 1.ª          | 2008-A       | 21    | 10   | 6    | 5    | 1/4  | -     | -    | -    | -    | -     | -  | -             | -             | -             | -             | -             | - | -     | 21    | 10    | 6     | 5   | 57.14%      | 33      | 23      | +10     |         |         |         |         |
| O'Higgins · Chile              | 1.ª          | 2008-C       | 20    | 8    | 5    | 7    | 1/4  | 2     | 1    | 0    | 1    | -     | -  | -             | -             | -             | -             | -             | - | -     | 22    | 9     | 5     | 8   | 48.49%      | 45      | 42      | +3      |         |         |         |         |
| O'Higgins · Chile              | 1.ª          | 2009-A       | 19    | 7    | 5    | 7    | 1/4  | -     | -    | -    | -    | -     | -  | -             | -             | -             | -             | -             | - | -     | 19    | 7     | 5     | 7   | 45.61%      | 27      | 33      | -6      |         |         |         |         |
| O'Higgins · Chile              | 1.ª          | 2009-C       | 4     | 1    | 0    | 3    | Inc. | -     | -    | -    | -    | -     | -  | -             | -             | -             | -             | -             | - | -     | 4     | 1     | 0     | 3   | 25%         | 2       | 5       | -3      |         |         |         |         |
| O'Higgins · Chile              | Total        | Total        | 64    | 26   | 16   | 22   | -    | 2     | 1    | 0    | 1    | -     | -  | -             | -             | -             | -             | -             | - | -     | 66    | 27    | 16    | 23  | 48.99%      | 107     | 103     | +4      |         |         |         |         |
| Emelec · Ecuador               | 1.ª          | 2010         | 46    | 28   | 11   | 7    | 2.º  | -     | -    | -    | -    | 12    | 3  | 3             | 6             | 1/8           | -             | -             | - | -     | 58    | 31    | 14    | 13  | 61.5%       | 80      | 49      | +31     |         |         |         |         |
| Emelec · Ecuador               | Total        | Total        | 46    | 28   | 11   | 7    | -    | -     | -    | -    | -    | 12    | 3  | 3             | 6             | -             | -             | -             | - | -     | 58    | 31    | 14    | 13  | 61.5%       | 80      | 49      | +31     |         |         |         |         |
| Universidad de Chile · Chile   | 1.ª          | 2011-A       | 23    | 14   | 6    | 3    | 1.º  | -     | -    | -    | -    | -     | -  | -             | -             | -             | -             | -             | - | -     | 23    | 14    | 6     | 3   | 69.57%      | 54      | 26      | +28     |         |         |         |         |
| Universidad de Chile · Chile   | 1.ª          | 2011-C       | 23    | 15   | 7    | 1    | 1.º  | 6     | 4    | 1    | 1    | 12    | 10 | 2             | 0             | 1.º           | 2             | 1             | 1 | 0     | 43    | 30    | 11    | 2   | 78.3%       | 80      | 26      | +54     |         |         |         |         |
| Universidad de Chile · Chile   | 1.ª          | 2012-A       | 23    | 17   | 1    | 5    | 1.º  | -     | -    | -    | -    | 12    | 5  | 4             | 3             | 1/2           | -             | -             | - | -     | 35    | 22    | 5     | 8   | 67.62%      | 75      | 34      | +41     |         |         |         |         |
| Universidad de Chile · Chile   | 1.ª          | 2012-C       | 19    | 9    | 7    | 3    | 1/4  | 8     | 4    | 3    | 1    | 4     | 1  | 1             | 2             | 1/4           | 3             | 0             | 2 | 1     | 34    | 14    | 13    | 7   | 53.93%      | 59      | 46      | +13     |         |         |         |         |
| Universidad de Chile · Chile   | Total        | Total        | 88    | 55   | 21   | 12   | -    | 14    | 8    | 4    | 2    | 28    | 16 | 7             | 5             | -             | 5             | 1             | 3 | 1     | 135   | 80    | 35    | 20  | 67.9%       | 268     | 132     | +136    |         |         |         |         |
| Sevilla · España               | 1.ª          | 2016-17      | 38    | 21   | 9    | 8    | 4.º  | 4     | 2    | 1    | 1    | 8     | 4  | 2             | 2             | 1/8           | 3             | 0             | 0 | 3     | 53    | 27    | 12    | 14  | 58.49%      | 97      | 71      | +26     |         |         |         |         |
| Santos · Brasil                | 1.ª          | 2019         | 38    | 22   | 8    | 8    | 2.º  | 24    | 13   | 4    | 7    | 2     | 0  | 2             | 0             | 1.ªF          | -             | -             | - | -     | 64    | 35    | 14    | 15  | 61.98%      | 102     | 55      | +47     |         |         |         |         |
| Santos · Brasil                | Total        | Total        | 38    | 22   | 8    | 8    | -    | 24    | 13   | 4    | 7    | 2     | 0  | 2             | 0             | -             | -             | -             | - | -     | 64    | 35    | 14    | 15  | 61.98%      | 102     | 55      | +47     |         |         |         |         |
| Atlético Mineiro · Brasil      | 1.ª          | 2020         | 38    | 20   | 8    | 10   | 3.º  | 7     | 6    | 1    | 0    | -     | -  | -             | -             | -             | -             | -             | - | -     | 45    | 26    | 9     | 10  | 64.45%      | 80      | 49      | +31     |         |         |         |         |
| Atlético Mineiro · Brasil      | Total        | Total        | 38    | 20   | 8    | 10   | -    | 7     | 6    | 1    | 0    | -     | -  | -             | -             | -             | -             | -             | - | -     | 45    | 26    | 9     | 10  | 64.45%      | 80      | 49      | +31     |         |         |         |         |
| Olympique de Marsella Francia  | 1.ª          | 2020-21      | 11    | 6    | 3    | 2    | 5.º  | -     | -    | -    | -    | -     | -  | -             | -             | -             | -             | -             | - | -     | 11    | 6     | 3     | 2   | 63.64%      | 20      | 15      | +5      |         |         |         |         |
| Olympique de Marsella Francia  | 1.ª          | 2021-22      | 38    | 21   | 8    | 9    | 2.º  | 4     | 2    | 1    | 1    | 14    | 7  | 5             | 2             | 1/2           | -             | -             | - | -     | 56    | 30    | 14    | 12  | 61.9%       | 93      | 58      | +35     |         |         |         |         |
| Olympique de Marsella Francia  | Total        | Total        | 49    | 27   | 11   | 11   | -    | 4     | 2    | 1    | 1    | 14    | 7  | 5             | 2             | -             | -             | -             | - | -     | 67    | 36    | 17    | 14  | 62.19%      | 113     | 73      | +40     |         |         |         |         |
| Sevilla · España               | 1.ª          | 2022-23      | 19    | 6    | 5    | 8    | Inc. | 5     | 4    | 0    | 1    | 7     | 3  | 1             | 3             | Inc.          | -             | -             | - | -     | 31    | 13    | 6     | 12  | 48.39%      | 44      | 38      | +6      |         |         |         |         |
| Sevilla · España               | Total        | Total        | 57    | 27   | 14   | 16   | -    | 9     | 6    | 1    | 2    | 15    | 7  | 3             | 5             | -             | 3             | 0             | 0 | 3     | 84    | 40    | 18    | 26  | 54.76%      | 141     | 109     | +32     |         |         |         |         |
| Flamengo · Brasil              | 1.ª          | 2023         | 23    | 10   | 7    | 6    | Inc. | 9     | 6    | 2    | 1    | 7     | 4  | 2             | 1             | 1/8           | -             | -             | - | -     | 39    | 20    | 11    | 8   | 60.68%      | 63      | 41      | +22     |         |         |         |         |
| Flamengo · Brasil              | Total        | Total        | 23    | 10   | 7    | 6    | -    | 9     | 6    | 2    | 1    | 7     | 4  | 2             | 1             | -             | -             | -             | - | -     | 39    | 20    | 11    | 8   | 60.68%      | 63      | 41      | +22     |         |         |         |         |
| Stade Rennes Francia           | 1.ª          | 2024-25      | 8     | 2    | 0    | 6    | Inc. | 2     | 1    | 0    | 1    | -     | -  | -             | -             | -             | -             | -             | - | -     | 10    | 3     | 0     | 7   | 30%         | 17      | 14      | +3      |         |         |         |         |
| Stade Rennes Francia           | Total        | Total        | 8     | 2    | 0    | 6    | -    | 2     | 1    | 0    | 1    | -     | -  | -             | -             | -             | -             | -             | - | -     | 10    | 3     | 0     | 7   | 30%         | 17      | 14      | +3      |         |         |         |         |
| Total clubes                   | Total clubes | Total clubes | 652   | 312  | 160  | 180  | -    | 71    | 43   | 13   | 15   | 84    | 40 | 22            | 22            | -             | 8             | 1             | 3 | 4     | 815   | 396   | 198   | 221 | 56.69%      | 1327    | 951     | +376    |         |         |         |         |
| 1. 2. 3. 4.                    |              |              |       |      |      |      |      |       |      |      |      |       |    |               |               |               |               |               |   |       |       |       |       |     |             |         |         |         |         |         |         |         |

### Selecciones
| Chile               | 2012-13             | -   | -   | -   | -   | -   | 4  | 3  | 0  | 1  | -  | -  | -  | -  | -   | 4  | 3  | 1 | 0  | 4   | 3   | 1   | 0   | 83.33% | 9    | 4    | +5   |
| Chile               | 2013-14             | -   | -   | -   | -   | -   | 3  | 2  | 1  | 0  | 4  | 2  | 1  | 1  | 1/8 | 8  | 5  | 1 | 2  | 19  | 12  | 3   | 4   | 68.42% | 41   | 18   | +23  |
| Chile               | 2014-15             | 6   | 4   | 2   | 0   | 1.º | -  | -  | -  | -  | -  | -  | -  | -  | -   | 10 | 5  | 2 | 3  | 16  | 9   | 4   | 3   | 64.58% | 29   | 13   | +16  |
| Chile               | 2015-16             | -   | -   | -   | -   | -   | 4  | 2  | 1  | 1  | -  | -  | -  | -  | -   | 1  | 1  | 0 | 0  | 5   | 3   | 1   | 1   | 66.67% | 10   | 9    | +1   |
| Chile               | Total               | 6   | 4   | 2   | 0   | -   | 11 | 7  | 2  | 2  | 4  | 2  | 1  | 1  | -   | 23 | 14 | 4 | 5  | 44  | 27  | 9   | 8   | 68.18% | 89   | 44   | +45  |
| Argentina           | 2017-18             | -   | -   | -   | -   | -   | 4  | 1  | 3  | 0  | 4  | 1  | 1  | 2  | 1/8 | 7  | 5  | 0 | 2  | 15  | 7   | 4   | 4   | 55.56% | 27   | 21   | +6   |
| Argentina           | Total               | -   | -   | -   | -   | -   | 4  | 1  | 3  | 0  | 4  | 1  | 1  | 2  | -   | 7  | 5  | 0 | 2  | 15  | 7   | 4   | 4   | 55.56% | 27   | 21   | +6   |
| Total selecciones   | Total selecciones   | 6   | 4   | 2   | 0   | -   | 15 | 8  | 5  | 2  | 8  | 3  | 2  | 3  | -   | 30 | 19 | 4 | 7  | 59  | 34  | 13  | 12  | 64.97% | 116  | 65   | +51  |
| Total en su carrera | Total en su carrera | 658 | 316 | 162 | 180 | -   | 86 | 51 | 18 | 17 | 92 | 43 | 24 | 25 | -   | 38 | 20 | 7 | 11 | 874 | 430 | 211 | 233 | 57.25% | 1443 | 1016 | +427 |

#### Participaciones como seleccionador
| Copa                           | Sede   | Selección | Resultado        |
| ------------------------------ | ------ | --------- | ---------------- |
| Copa Mundial de Fútbol de 2014 | Brasil | Chile     | Octavos de final |
| Copa América 2015              | Chile  | Chile     | Campeón          |
| Copa Mundial de Fútbol de 2018 | Rusia  | Argentina | Octavos de final |

#### Partidos internacionales
| 1  | 15 de ene. de 2013 | La Serena       | Senegal           | 2:1 (0:1)                   | Amistoso                  | Carlos Muñoz y Fernando Meneses                                                           |
| 2  | 19 de ene. de 2013 | Concepción      | Haití             | 3:0 (0:0)                   | Amistoso                  | Carlos Muñoz, José Pedro Fuenzalida y Patricio Rubio                                      |
| 3  | 6 de feb. de 2013  | Madrid          | Egipto            | 2:1 (0:0)                   | Amistoso                  | Eduardo Vargas y Carlos Carmona                                                           |
| 4  | 22 de mar. de 2013 | Lima            | Perú              | 0:1 (0:0)                   | Clasif. Copa Mundial 2014 |                                                                                           |
| 5  | 26 de mar. de 2013 | Santiago        | Uruguay           | 2:0 (1:0)                   | Clasif. Copa Mundial 2014 | Esteban Paredes y Eduardo Vargas                                                          |
| 6  | 24 de abr. de 2013 | Belo Horizonte  | Brasil            | 2:2 (1:1)                   | Amistoso                  | Marcos González y Eduardo Vargas                                                          |
| 7  | 7 de jun. de 2013  | Asunción        | Paraguay          | 2:1 (1:0)                   | Clasif. Copa Mundial 2014 | Eduardo Vargas y Arturo Vidal                                                             |
| 8  | 11 de jun. de 2013 | Santiago        | Bolivia           | 3:1 (2:1)                   | Clasif. Copa Mundial 2014 | Eduardo Vargas, Alexis Sánchez y Arturo Vidal                                             |
| 9  | 14 de ago. de 2013 | Copenhague      | Irak              | 6:0 (5:0)                   | Amistoso                  | Eugenio Mena, Alexis Sánchez (2), Jean Beausejour (2) y Ángelo Henríquez                  |
| 10 | 6 de sep. de 2013  | Santiago        | Venezuela         | 3:0 (2:0)                   | Clasif. Copa Mundial 2014 | Eduardo Vargas, Marcos González y Arturo Vidal                                            |
| 11 | 10 de sep. de 2013 | Ginebra         | España            | 2:2 (2:1)                   | Amistoso                  | Eduardo Vargas (2)                                                                        |
| 12 | 11 de oct. de 2013 | Barranquilla    | Colombia          | 3:3 (3:0)                   | Clasif. Copa Mundial 2014 | Arturo Vidal y Alexis Sánchez (2)                                                         |
| 13 | 15 de oct. de 2013 | Santiago        | Ecuador           | 2:1 (2:0)                   | Clasif. Copa Mundial 2014 | Alexis Sánchez y Gary Medel                                                               |
| 14 | 15 de nov. de 2013 | Londres         | Inglaterra        | 2:0 (1:0)                   | Amistoso                  | Alexis Sánchez (2)                                                                        |
| 15 | 19 de nov. de 2013 | Toronto         | Brasil            | 1:2 (0:1)                   | Amistoso                  | Eduardo Vargas                                                                            |
| 16 | 22 de ene. de 2014 | Coquimbo        | Costa Rica        | 4:0 (1:0)                   | Amistoso                  | Miiko Albornoz, Pedro Pablo Hernández (2) y Carlos Muñoz                                  |
| 17 | 5 de mar. de 2014  | Stuttgart       | Alemania          | 0:1 (0:1)                   | Amistoso                  |                                                                                           |
| 18 | 30 de may. de 2014 | Santiago        | Egipto            | 3:2 (1:2)                   | Amistoso                  | Marcelo Díaz y Eduardo Vargas (2)                                                         |
| 19 | 4 de jun. de 2014  | Valparaíso      | Irlanda del Norte | 2:0 (0:0)                   | Amistoso                  | Eduardo Vargas y Mauricio Pinilla                                                         |
| 20 | 13 de jun. de 2014 | Cuiabá          | Australia         | 3:1 (2:1)                   | Copa Mundial 2014         | Alexis Sánchez, Jorge Valdivia y Jean Beausejour                                          |
| 21 | 18 de jun. de 2014 | Río de Janeiro  | España            | 2:0 (2:0)                   | Copa Mundial 2014         | Eduardo Vargas y Charles Aránguiz                                                         |
| 22 | 23 de jun. de 2014 | São Paulo       | Países Bajos      | 0:2 (0:0)                   | Copa Mundial 2014         |                                                                                           |
| 23 | 28 de jun. de 2014 | Belo Horizonte  | Brasil            | 2:3 (1:1) (1:1) (1:1) (1:1) | Copa Mundial 2014         | Alexis Sánchez (Lanzamientos Penales: Charles Aránguiz y Marcelo Díaz)                    |
| 24 | 6 de sep. de 2014  | Santa Clara     | México            | 0:0                         | Amistoso                  |                                                                                           |
| 25 | 9 de sep. de 2014  | Fort Lauderdale | Haití             | 1:0 (1:0)                   | Amistoso                  | Juan Delgado                                                                              |
| 26 | 10 de oct. de 2014 | Valparaíso      | Perú              | 3:0 (2:0)                   | Amistoso                  | Eduardo Vargas (2) y Gary Medel                                                           |
| 27 | 14 de oct. de 2014 | Coquimbo        | Bolivia           | 2:2 (1:1)                   | Amistoso                  | Charles Aránguiz y Arturo Vidal                                                           |
| 28 | 14 de nov. de 2014 | Talcahuano      | Venezuela         | 5:0 (2:0)                   | Amistoso                  | Alexis Sánchez, Jorge Valdivia, Eduardo Vargas, Rodrigo Millar y Pedro Pablo Hernández    |
| 29 | 18 de nov. de 2014 | Santiago        | Uruguay           | 1:2 (1:1)                   | Amistoso                  | Alexis Sánchez                                                                            |
| 30 | 28 de ene. de 2015 | Rancagua        | Estados Unidos    | 3:2 (1:2)                   | Amistoso                  | Roberto Gutiérrez y Mark González (2)                                                     |
| 31 | 26 de mar. de 2015 | Sankt Pölten    | Irán              | 0:2 (0:1)                   | Amistoso                  |                                                                                           |
| 32 | 29 de mar. de 2015 | Londres         | Brasil            | 0:1 (0:0)                   | Amistoso                  |                                                                                           |
| 33 | 5 de jun. de 2015  | Rancagua        | El Salvador       | 1:0 (1:0)                   | Amistoso                  | Jorge Valdivia                                                                            |
| 34 | 11 de jun. de 2015 | Santiago        | Ecuador           | 2:0 (0:0)                   | Copa América 2015         | Arturo Vidal y Eduardo Vargas                                                             |
| 35 | 15 de jun. de 2015 | Santiago        | México            | 3:3 (2:2)                   | Copa América 2015         | Arturo Vidal (2) y Eduardo Vargas                                                         |
| 36 | 19 de jun. de 2015 | Santiago        | Bolivia           | 5:0 (2:0)                   | Copa América 2015         | Charles Aránguiz (2), Alexis Sánchez, Gary Medel y Ronald Raldes (a.g.)                   |
| 37 | 24 de jun. de 2015 | Santiago        | Uruguay           | 1:0 (0:0)                   | Copa América 2015         | Mauricio Isla                                                                             |
| 38 | 29 de jun. de 2015 | Santiago        | Perú              | 2:1 (1:0)                   | Copa América 2015         | Eduardo Vargas (2)                                                                        |
| 39 | 4 de jul. de 2015  | Santiago        | Argentina         | 4:1 (0:0) (0:0) (0:0) (0:0) | Copa América 2015         | (Lanzamientos Penales: Matías Fernández, Arturo Vidal, Charles Aránguiz y Alexis Sánchez) |
| 40 | 5 de sep. de 2015  | Santiago        | Paraguay          | 3:2 (1:0)                   | Amistoso                  | Felipe Gutiérrez (2) y Alexis Sánchez                                                     |
| 41 | 8 de oct. de 2015  | Santiago        | Brasil            | 2:0 (0:0)                   | Clasif. Copa Mundial 2018 | Eduardo Vargas y Alexis Sánchez                                                           |
| 42 | 13 de oct. de 2015 | Lima            | Perú              | 4:3 (3:2)                   | Clasif. Copa Mundial 2018 | Alexis Sánchez (2) y Eduardo Vargas (2)                                                   |
| 43 | 12 de nov. de 2015 | Santiago        | Colombia          | 1:1 (1:0)                   | Clasif. Copa Mundial 2018 | Arturo Vidal                                                                              |
| 44 | 17 de nov. de 2015 | Montevideo      | Uruguay           | 0:3 (0:1)                   | Clasif. Copa Mundial 2018 |                                                                                           |

| 1  | 9 de jun. de 2017  | Melbourne       | Brasil    | 1:0 (1:0) | Amistoso                  | Gabriel Mercado                                                                                       |
| 2  | 13 de jun. de 2017 | Singapur        | Singapur  | 6:0 (2:0) | Amistoso                  | Federico Fazio, Joaquín Correa, Alejandro Darío Gómez, Leandro Paredes, Lucas Alario y Ángel Di María |
| 3  | 13 de ago. de 2017 | Montevideo      | Uruguay   | 0:0 (0:0) | Clasif. Copa Mundial 2018 | |
| 4  | 5 de sep. de 2017  | Buenos Aires    | Venezuela | 1:1 (0:0) | Clasif. Copa Mundial 2018 | Rolf Feltscher (a.g.)                                                                                 |
| 5  | 5 de oct. de 2017  | Buenos Aires    | Perú      | 0:0 (0:0) | Clasif. Copa Mundial 2018 | |
| 6  | 10 de oct. de 2017 | Quito           | Ecuador   | 3:1 (2:1) | Clasif. Copa Mundial 2018 | Lionel Messi (3)                                                                                      |
| 7  | 11 de nov. de 2017 | Moscú           | Rusia     | 1:0 (1:0) | Amistoso                  | Sergio Agüero                                                                                         |
| 8  | 14 de nov. de 2017 | Krasnodar       | Nigeria   | 2:4 (2:1) | Amistoso                  | Éver Banega y Sergio Agüero                                                                           |
| 9  | 23 de mar. de 2018 | Londres         | Italia    | 2:0 (2:0) | Amistoso                  | Éver Banega y Manuel Lanzini                                                                          |
| 10 | 27 de mar. de 2018 | Madrid          | España    | 1:6 (0:4) | Amistoso                  | Nicolás Otamendi                                                                                      |
| 11 | 29 de may. de 2018 | Buenos Aires    | Haití     | 4:0 (1:0) | Amistoso                  | Lionel Messi (3) y Sergio Agüero                                                                      |
| 12 | 16 de jun. de 2018 | Moscú           | Islandia  | 1:1 (1:1) | Copa Mundial 2018         | Sergio Agüero                                                                                         |
| 13 | 21 de jun. de 2018 | Nizni Nóvgorod  | Croacia   | 0:3 (0:0) | Copa Mundial 2018         | |
| 14 | 26 de jun. de 2018 | San Petersburgo | Nigeria   | 2:1 (1:0) | Copa Mundial 2018         | Lionel Messi y Marcos Rojo                                                                            |
| 15 | 26 de jun. de 2018 | Kazán           | Francia   | 3:4 (1:1) | Copa Mundial 2018         | Ángel Di María, Gabriel Mercado y Sergio Agüero                                                       |

#### Resumen por competiciones
| Competición                        | Partidos | Ganados | Empatados | Perdidos | %      | Resultado        |
| Clubes                             | Clubes   | Clubes  | Clubes    | Clubes   | Clubes | Clubes           |
| ---------------------------------- | -------- | ------- | --------- | -------- | ------ | ---------------- |
| Primera B de Argentina             | 36       | 13      | 14        | 9        | 49.07% | 4.º lugar        |
| Liga 1 de Fútbol Profesional       | 205      | 82      | 50        | 73       | 48.13% | 3.er lugar       |
| Primera División de Chile          | 152      | 81      | 37        | 34       | 61.4%  | Campeón          |
| Copa Chile                         | 16       | 9       | 4         | 3        | 64.58% | Campeón          |
| Serie A de Ecuador                 | 46       | 28      | 11        | 7        | 68.84% | Subcampeón       |
| LaLiga                             | 57       | 27      | 14        | 16       | 55.56% | 4.º lugar        |
| Copa del Rey                       | 9        | 6       | 1         | 2        | 70.37% | Cuartos de final |
| Supercopa de España                | 2        | 0       | 0         | 2        | 0%     | Subcampeón       |
| Brasileirão                        | 99       | 52      | 23        | 24       | 60.27% | Subcampeón       |
| Copa de Brasil                     | 17       | 10      | 3         | 4        | 64.7%  | Octavos de final |
| Campeonato Paulista                | 16       | 9       | 3         | 4        | 62.5%  | Semifinales      |
| Campeonato Mineiro                 | 7        | 6       | 1         | 0        | 90.47% | Campeón          |
| Ligue 1                            | 57       | 29      | 11        | 17       | 57.31% | Subcampeón       |
| Copa de Francia                    | 6        | 3       | 1         | 2        | 55.56% | Cuartos de final |
| Copa Libertadores                  | 29       | 11      | 9         | 9        | 48.27% | Semifinales      |
| Copa Sudamericana                  | 28       | 16      | 6         | 6        | 64.28% | Campeón          |
| Recopa Sudamericana                | 2        | 0       | 1         | 1        | 16.67% | Subcampeón       |
| Suruga Bank                        | 1        | 0       | 1         | 0        | 33.33% | Subcampeón       |
| Liga de Campeones de la UEFA       | 11       | 5       | 3         | 3        | 54.54% | Octavos de final |
| Liga Europea de la UEFA            | 10       | 3       | 4         | 3        | 43.33% | Cuartos de final |
| Liga Europa Conferencia de la UEFA | 8        | 6       | 1         | 1        | 79.17% | Semifinales      |
| Supercopa de Europa                | 1        | 0       | 0         | 1        | 0%     | Subcampeón       |
| Total clubes                       | 815      | 396     | 198       | 221      | 56.69% | 6 Títulos        |
| Selecciones                        |          |         |           |          |        |                  |
| Clasificatorias Mundial            | 15       | 8       | 5         | 2        | 64.44% | Clasificado      |
| Mundial                            | 8        | 3       | 2         | 3        | 45.83% | Octavos de final |
| Copa América                       | 6        | 4       | 2         | 0        | 77.78% | Campeón          |
| Amistosos                          | 30       | 19      | 4         | 7        | 67.77% | +19 PG           |
| Total selecciones                  | 59       | 34      | 13        | 12       | 64.97% | 1 Título         |
| Total en su carrera                | 874      | 430     | 211       | 233      | 57.25% | 7 Títulos        |

## Palmarés como entrenador

### Campeonatos regionales
| Título             | Club             | País   | Año  |
| ------------------ | ---------------- | ------ | ---- |
| Campeonato Mineiro | Atlético Mineiro | Brasil | 2020 |

### Campeonatos nacionales
| Título           | Club                 | País  | Año     |
| ---------------- | -------------------- | ----- | ------- |
| Primera División | Universidad de Chile | Chile | 2011-A  |
| Primera División | Universidad de Chile | Chile | 2011-C  |
| Primera División | Universidad de Chile | Chile | 2012-A  |
| Copa Chile       | Universidad de Chile | Chile | 2012-13 |

### Copas internacionales
| Título            | Club                 | País  | Año  |
| ----------------- | -------------------- | ----- | ---- |
| Copa Sudamericana | Universidad de Chile | Chile | 2011 |
| Copa América      | Selección de Chile   | Chile | 2015 |

### Distinciones individuales
| Distinción                                                                | Año  |
| ------------------------------------------------------------------------- | ---- |
| Mejor entrenador por el SIFUP.                                            | 2011 |
| Premio El Gráfico - Mejor técnico del año.                                | 2011 |
| Mejor entrenador del año en Chile.                                        | 2011 |
| 2.º mejor entrenador del año en Sudamérica por El País                    | 2011 |
| 7.º mejor entrenador de club del mundo según IFFHS                        | 2011 |
| Mejor entrenador por el SIFUP.                                            | 2012 |
| Mejor entrenador de la clasificación de Conmebol para el Mundial de 2014. | 2013 |
| 6.⁰ Mejor seleccionador nacional del mundo según IFFHS                    | 2014 |
| Mejor entrenador de la Copa América.                                      | 2015 |
| Entrenador del año en Sudamérica por El País                              | 2015 |
| Premio IFFHS - Mejor seleccionador nacional del mundo.                    | 2015 |
| Premio FIFA - Entrenador del año (3.º).                                   | 2015 |
| PND - Trofeo Comunidad Iberoamericana.                                    | 2015 |
| Premio AS América.                                                        | 2016 |
| 12.⁰ mejor entrenador de club del mundo según L'Équipe                    | 2017 |
| 6.⁰ mejor seleccionador nacional del mundo                                | 2018 |
| Premio Valores Humanos Internacional (Diario Sport de Barcelona)          | 2019 |

## Controversias
En octubre de 2011, mientras su club, la Universidad de Chile, gozaba de un gran presente en el torneo local y en la Copa Sudamericana fue constantemente vinculado a la Selección de fútbol de Chile por la prensa (en ese entonces dirigida por el argentino Claudio Borghi). Luego del mal presente de la selección y tras cosechar una derrota por 1-4 ante Argentina, fue fotografiado en una reunión secreta junto al entonces presidente de la ANFP, Sergio Jadue, en el Club Palestino antes del partido de la selección chilena ante el combinado de Perú. La reunión habría durado cerca de 45 minutos, y la revelación de la misma provocó la molestia de Borghi. La prensa criticó duramente a ambos por poca ética y por el poco respeto mostrado al entonces técnico de la selección. En 2018, Borghi dijo sobre Sampaoli «como en el barrio, le diría: "el chancho arriba del árbol... porque nadie sabe cómo llegó ahí"».
Fue duramente criticado por exdirigidos. En 2013, Emilio Hernández lo tildó de «raro» e «insignificante», mientras que en 2020 dijo «Yo en lo personal a mi no me entregó nada, yo venía de la escuela de Bielsa y no entiendo por qué los comparan, no tienen nada que ver, Sampaoli te explota y si no sirves, te reemplaza por otro jugador (...) Su trato no me gustó para nada y como dije es uno de los peores técnicos, a mi no me dejó nada». En 2014 lo hizo Marcos González por haberlo dejado fuera de la convocatoria de Chile al Mundial del 2014 tras haberle asegurado que iba a formar parte de la lista de convocados, incluso si dejaba su club, cosa que finalmente hizo al dejar el Flamengo de Brasil. Gonzaléz ahondó en sus dichos en 2021, señalando «todo ese sacrificio que hicimos con mi familia no sirvió de nada. Ellos por acompañarme cambiaron muchas cosas. Y me salen con eso. Entonces encontré que Sampaoli no había sido leal. Pero ya está y ya pasó». En 2021, Ángel Di María dijo que «es una persona muy rara, empezó con todos muy bien y terminó con todos muy mal (...) Me trataba como si fuese uno de los mejores y después me limpió en el Mundial sin darme explicaciones». Por su parte, Leandro Paredes dijo sobre Sampaoli en 2019 «no se entendía lo que quería. Nunca supo explicar lo que quería. Sampaoli era muy cambiante, no era claro. A veces te decía que hagas una cosa, y cuando la hacías te decía: ‘¿Por qué hiciste eso?’, no sabíamos muy bien lo que quería»; mientras que en 2022, cuando fue consultado por el ciclo de Sampaoli en la albiceleste, indicó «mejor no digo nada, después me manda mensajes diciéndome ‘por qué dijiste tal cosa’, no sabes lo que es (...) No tengo mucho para decir sobre él, hay entrenadores que te dejan cosas buenas y malas. La verdad es que cosas buenas no tengo para decir, y las malas prefiero guardarlas para mí». En julio de 2023, Arturo Vidal lo señaló como un «entrenador perdedor que no sabe apreciar a los jugadores».
En enero de 2016, dejó de ser entrenador de la Selección de Chile luego de la renuncia de Sergio Jadue, quién estaba implicado en los casos de corrupción de la FIFA. Posteriormente se dieron a la luz los polémicos acuerdos que mantenían Sampaoli y Jadue, como por ejemplo, conceptos de dinero por revisar la malla curricular del INAF, millonarios premios en caso de cumplir objetivos o recibir pagos de dinero en paraísos fiscales (con el fin de evadir impuestos). La filtración colmó la paciencia de Sampaoli, quién quería dejar de entrenar a Chile aduciendo «falta de motivación», aunque en realidad lo que frenaba su renuncia era una alta cláusula de salida (firmada por él), que debía ser pagada por él mismo si deseaba poner término al contrato. Ello lo motivo a decir que «en Chile se sentía como un rehén». Esta frase lo hizo ganarse el repudio de la hinchada y del periodismo chileno. Posteriormente, luego de que Chile no pudiera clasificar al mundial de Rusia 2018, el diario Las Últimas Noticias reveló una reunión en la casa de Milton Millas entre Sampaoli y periodistas de la Radio Agricultura, tales como el propio Millas, Pedro Carcuro, Romai Ugarte, Juan Carlos Villalta y Sergio Gilbert. En ella, el casildense reveló la inminente probabilidad de que Chile no clasificara al mundial debido a la dificultad para controlar el camarín, la falta de un recambio idóneo y el mal momento de algunos jugadores. Puntualmente, Sampaoli criticó duramente a Eduardo Vargas, Matías Fernández, Mauricio Pinilla y Arturo Vidal, señalando de este último posibles problemas de alcoholismo.
En junio de 2016, sumó otra polémica a su carrera. Firmó un precontrato para dirigir al Granada C.F. de la Primera División de España, del cual se arrepentiría al ser contactado por el Sevilla F. C. para dirigir. Finalmente, tras fichar por el Sevilla, tuvo que pagar una indemnización al Granada.
En julio de 2016 luego de que Argentina perdiera la final de la Copa América Centenario ante Chile y la renuncia de Gerardo Martino a la banca de la selección, la AFA tenía planeado como reemplazante a Sampaoli que recién había asumido su cargo en el club español. Ante la posibilidad de dirigir a la selección, cercanos al entrenador señalaron que esta «dispuesto a todo por dirigir la albiceleste» La alta cláusula de salida que le puso el Sevilla a Sampaoli y la crisis económica de la AFA hicieron que finalmente el cargo de D.T. de la selección Argentina lo tomará Edgardo Bauza, a pesar de que en un momento se especuló con que el gobierno argentino pondría el dinero necesario para pagar la cláusula además de que Sampaoli dirigiera a la selección y Sevilla al mismo tiempo. Luego de que los resultados de Argentina al mando de Bauza no fueran los mejores sobre todo en la derrota por 3-0 ante Brasil, nuevamente se empezó a especular con la llegada de Sampaoli. Esta situación desató la molestia de los dirigentes e hinchas del Sevilla, ya que Sampaoli se reunía con dirigentes de la AFA mientras aún era técnico del club andaluz, esto ocasionó que Sevilla emitiera un comunicado oficial expresando su malestar. Finalmente el 1 de junio de 2017 se oficializó la salida de Sampaoli del Sevilla y su llegada a la selección argentina.
En la previa de Rusia 2018 se armó una polémica con el guardameta Sergio Romero, quien desde 2009 era el guardameta titular de la selección argentina. El problema fue que Romero se lesionó en la previa del inicio de la copa, y él le aseguró a Sampaoli que alcanzaba a llegar al partido inaugural del grupo frente a Islandia, aun así Sampaoli lo dejó fuera de la nómina final. Esto provocó la furia de la esposa del jugador quien aseguró que Romero llegaba recuperado a la cita mundialista, aduciendo «intereses particulares» en su ausencia de la convocatoria. Luego de perder goleado frente a Croacia por 0-3, Sergio Agüero habló en zona mixta y declaró que «Sampaoli diga lo que quiera» respondiendo a que este minutos antes había dicho «el proyecto (de partido) no prosperó y es difícil que se destaque individualmente algún jugador». Esto evidenció un claro quiebre en la interna de la selección entre jugadores y cuerpo técnico. Luego de consumado el fracaso de Argentina en el mundial quedando eliminado a manos de Francia en los octavos de final (que a la postre, sería el campeón) por marcador de 3-4, a Sampaoli le pidieron la renuncia a lo cual se negó de manera rotunda. Tras negociaciones, el 14 de julio Sampaoli deja la selección tras una indemnización de dos millones de dólares.
Tras su llegada a Flamengo en abril de 2023, el exjugador Diego Lugano señaló «no sé si la directiva de Flamengo conoce realmente cómo es su día a día, porque por lo que sabemos no deja saudade ('nostalgia') por ningún lado donde pasa (...) En el fútbol de Chile se cambió muchas veces de entrenador, pero nunca más se consideró su nombre y es el lugar donde tuvo más éxito habiendo recogido el fruto de Bielsa».